# Naser Orić
Naser Orić (ur. 3 marca 1967) – bośniacki komendant. Podczas wojny domowej w Bośni i Hercegowinie dowodził obroną Srebrenicy. Tuż przed serbską ofensywą – operacja „Krivaja 95” – uciekł ze Srebrenicy wraz z częścią żołnierzy.
Po wojnie Międzynarodowy Trybunał Karny dla byłej Jugosławii wytoczył mu proces, oskarżając go o zbrodnie wojenne. W pierwszej instancji uwolniono go od zarzutu bezpośredniego udziału w mordowaniu serbskich cywili, obarczając jednak odpowiedzialnością za czyny podległych mu żołnierzy, za co w czerwcu 2006 został skazany na 2 lata pozbawienia wolności. Ponieważ był przetrzymywany w areszcie przez trzy lata, dwa miesiące i 21 dni, po wydaniu wyroku, został zwolniony. W dniu 3 lipca 2008 r. Międzynarodowy Trybunał Karny wydał ostateczną decyzję o uniewinnieniu go od wszystkich zarzutów.